# Scutellinia decipiens
Scutellinia decipiens är en svampart som beskrevs av Le Gal 1966. Scutellinia decipiens ingår i släktet Scutellinia och familjen Pyronemataceae.   Inga underarter finns listade i Catalogue of Life.